# Mission d'observation des Nations unies à Bougainville
 (août 2020).
La Mission d'observation des Nations unies à Bougainville ou MONUB est une mission conduite par l'Organisation des Nations unies (ONU) entre le 1er janvier 2003 et le 15 juin 2005. Cette mission a pour objectif de superviser la mise en œuvre du plan de paix consécutif à la Guerre civile de Bougainville commencée en 1988 et qui se termine en 2001 avec un accord de paix sur le conflit de Bougainville, faisant 20 000 morts sur une population de 200 000 habitants.
Initialement créée pour une période de six mois, cette mission d’observation est établie afin de remplacer le Bureau politique des Nations unies à Bougainville, dont le mandat venait à expiration le 31 décembre 2003. Elle s'achève avec la première élection du président de Bougainville et la constitution du premier gouvernement de la région autonome.